# Boiler Room
Boiler Room är en amerikansk långfilm från 2000 i regi av Ben Younger, med Giovanni Ribisi, Vin Diesel, Nia Long och Nicky Katt i rollerna.

## Handling
Filmen handlar om falska aktiemäklare som säljer värdelösa aktier till investerare från en falsk mäklarfirma, ett Boiler Room. Kunden vilseleds att tro att han handlar med en riktig aktiemäklare på ett riktigt företag. Flera investerare blir bedragna och ruinerade innan den amerikanska Finansinspektionen SEC stoppar verksamheten.

## Rollista (urval)
- Giovanni Ribisi - Seth Davis
- Vin Diesel - Chris Varick
- Nia Long - Abbie Halpert
- Nicky Katt - Greg Weinstein
- Scott Caan - Richie O'Flaherty
- Ron Rifkin - Marty Davis, domare
- Jamie Kennedy - Adam
- Taylor Nichols - Harry Reynard
- Bill Sage - David Drew, FBI-agent
- Tom Everett Scott - Michael Brantley
- Ben Affleck - Jim Young